# Мера
Мера в древногръцката митология е името на няколко персонажа:
1. Дъщеря на Проет, майка на Локр от Зевс. Мера била спътничка на Артемида. Артемида я убила, защото Мера загубила девствеността си със Зевс.
2. Дъщеря на Атлас. Съпруга на Тегеат – царя на Тегея (?). Имат двама сина – Леимон и Скефр.
3. Една от нереидите.
4. Мера е и кучето на Еригона, което я довежда до мъртвия ѝ баща - атинянин на име Икар Легендата за Еригона и Икар

Според първия, девата е младата Еригона, дъщеря на Икарий- краля на Атика- първият простосмъртен производител на вино. За нещастие, Икарий става жертва на дарбата си- той неразумно почерпвал с алкохол група овчари, които се напиват и го убиват. Вярното му куче Мера дърпа Еригона за крайчето на дрехата и я отвежда до гроба на баща ѝ, където тя се обесва от скръб. Царя на боговете Зевс издига Мера на небето като звезда куче.